# 波索斯區
波索斯區（西班牙語：Pozos），是哥斯達黎加的一個區，位於該國中部聖何塞省，面積13.42平方公里，海拔高度847米，2011年人口14,891，該區人口密度每平方公里1,109.61人。